# Cantón Naranjal
El cantón Naranjal es una entidad territorial subnacional ecuatoriana, de la Provincia de Guayas. Se ubica al sur de la Región Costa. Su cabecera cantonal es la ciudad de Naranjal, lugar donde se agrupa gran parte de su población total. Su territorio tiene una superficie de 2015 km² y su población de 53.800 habitantes.

## Símbolos del Cantón
- Escudo: Simboliza la gloria, la libertad, la paz y la riqueza del cantón.
- Bandera: Está constituida por listones verticales de color verde, rojo y blanco

## Historia
Al conocerse del movimiento libertario del 9 de Octubre, de proclamar a Guayaquil como estado independiente, los naranjaleños más notables entre los que figuraban don José María Andrade, don Jerónimo Santacruz, don Salvador Robledo, don José Antonio Maure, don Tomás Ordóñez, don Manuel Alcívar, don Rafael Unda, don Juan Alvear y muchos otros activistas, se reúnen en la casa parroquial, pues contaban con la benévola aceptación del párroco cuencano, Rvdo. Manuel Bernardo Enderica, el día 14 de octubre para decidir sobre la proclama de adhesión a Guayaquil. 
Se aprovecha de la misa solemne del día 15, en honor de Sta. Teresa de Jesús, patrona de España, para convocar a los pobladores, frente a la iglesia y se preveía una patriótica locución del Sr. Santacruz, se da lectura al acta de la independencia, (Archivo de cabildos de Guayaquil), por la cual se declara la adhesión de Naranjal a la causa de la libertad proclamada en Guayaquil; se toma un juramento solemne a todos los presentes, por el cual prometen su lealtad, sus personas y sus bienes a la noble causa. Este fue el pronunciamiento unánime del pueblo de Naranjal a la causa de la independencia.
De inmediato la junta designó al Sr. Jerónimo Santacruz como su delegado especial y partió deprisa a Guayaquil para informar a la junta suprema y depositar en manos de su presidente el acta de adhesión. En el pueblo se organizó con armas y medios propios de una columna de voluntarios denominada "guardia de la libertad", cuya misión principal era la de vigilar el camino de Cuenca y tener informado al gobierno de Guayaquil. Esta misma columna engrosada con mayores elementos, unida a las de Taura y Yaguachi tuvo su primer baño de sangre en Cone, donde derrotaron a las avanzadas españolas enviados por Aymerich desde Alausí.
El delegado Sr. Santacruz formó parte de la representación de Naranjal para la sanción del reglamento del gobierno, que fue como la primera constitución del Estado Libre de Guayaquil, realizada el 8 de noviembre de 1820.

## Geografía
El cantón Naranjal está ubicado al suroeste de la provincia del Guayas. Limita al norte con los cantones Durán y El Triunfo; al sur con el cantón Balao; al este con las provincias de Cañar y Azuay; y al oeste con el Golfo de Guayaquil.
Los ríos del Cantón de Naranjal que atraviesan el cantón son el Tura o Boliche, con su afluente el Culebras, que riega el norte del cantón, los ríos Cañar y el Naranjal que atraviesan el cantón y al sur corren los ríos San Pablo, Balao Chico y Jagua en cuyas aguas viven peces como el barbudo, vieja, bocachico y ratón.

### Biodiversidad
En cuanto a flora en el sector existen chisparo, matapalo, cade, clavellin, laurel, guaba de río. También existen plantas de roca como la toquilla de roca, begonias silvestres, helechos epifitos, caña guadua, entre otros. La fauna es muy variada, entre los se encuentran guantas, conejos, loros, diversos tipos de monos; también hay una gran diversidad de anfibios e invertebrados.

### Límites
AL NORTE: Limita con el cantón Durán,
AL SUR: Limita con el cantón Balao,
AL ESTE: Limita con las provincias de Cañar y Azuay,
AL OESTE: Limita con Guayaquil

## Organización territorial
La ciudad y el cantón Naranjal, al igual que las demás localidades ecuatorianas, se rige por una municipalidad según lo estipulado en la Constitución Política Nacional. La Municipalidad de Naranjal es una entidad de gobierno seccional que administra el cantón de forma autónoma al gobierno central. La municipalidad está organizada por la separación de poderes de carácter ejecutivo representado por el alcalde, y otro de carácter legislativo conformado por los miembros del concejo cantonal. El Alcalde es la máxima autoridad administrativa y política del Cantón Naranjal. Es la cabeza del cabildo y representante del Municipio.
El cantón se divide en parroquias que pueden ser urbanas o rurales y son representadas por las Juntas Parroquiales ante el Municipio de Naranjal.
Parroquias Urbanas:
- Naranjal

Parroquias Rurales:
- Jesús María
- San Carlos
- Santa Rosa de Flandes
- Taura

## Turismo
El principal atractivo turístico del Cantón Naranjal es la Reserva Ecológica "Manglares de Churute". En este manglar de la formación vegetal que se desarrolló en zonas litorales de los países tropicales, en aguas salinas influenciadas por las mareas. Los árboles que prosperan en este medio pertenecen a la familia Rhizophoraceae . Es un ecosistema limitado por las más altas mareas de agua salobre donde crece diversa flora, el árbol de mangle es uno de ellos además de una variada fauna de cangrejos, conchas, ostiones, mejillones, jaibas, etc. 
- Centro Shuar de Aguas Termales El Centro Shuar consta con una diversidad de animales exóticos además es reconocido por sus famosa aguas termales y su alto poder curativo, ellos poseen la cultura indígena Shuar representan sus costumbres con rituales a su Dios, son muy amigables. El Centro Shuar de Aguas Termales está ubicado a 8 km de la vía Panamericana, pasando el cantón Naranjal, a la entrada de Balao Chico, a una hora y media de Guayaquil.

- Reserva Ecológica Manglares Churute La Reserva Ecológica Manglares Churute es uno de los Patrimonios Naturales de la Provincia del Guayas, es un atractivo en donde aún se conserva un manglar lleno de fantasía e historias, leyendas de una montaña encantada, envuelta en los trinos de los pájaros y monos aulladores, Churute apunta al mundo como un destino turístico. La Reserva Manglares Churute se encuentra en el cantón Naranjal, a 45 minutos en carro desde Guayaquil en la vía a Machala.

- Cerro Hayas El Cerro de Hayas, es uno de los atractivos turísticos de Naranjal provincia de Guayas, está ubicado en las estribaciones de la cordillera de Molleturo. Se encuentra a 670 metros sobre el nivel del mar. Cuenta con una variada vegetación, se localiza en las estribaciones de la Cordillera Molleturo al Sur del Cantón Naranjal, en el km. 4 de la vía Naranjal Machala a la izquierda. Cuenta con una Flora de Platanillo, bijao , helechos, cadillos, bromelias, heliconias, camachos, orquídeas, palmas. Adheridos al suelo están los líquenes, musgos, hongos y piñas, además plantas medicinales y contra insectos.[10]

- Las Chozas Las mismas que están hechas con hojas de bijao y caña, donde los visitantes pueden detenerse para probar los platos típicos de la cultura Shuar, como el ayampaco de pescado, pollo, guanta y res; y otros propios de esta región de la Costa, como es el arroz con pollo, seco y pescado frito.

- La cascada Tuna que se encuentra a dos horas del Centro Shuar, una espectacular caída de agua de 20 m de altura, en donde cuenta la creencia shuar, de 17h00 a 18h00, es muy probable observar espíritus buenos que purifican a quienes se le aparecen.

- Las Piscinas el centro shuar tiene dos piscinas grandes. La primera tiene 1 metro de profundidad y una temperatura es de 40º. La segunda tiene 1,50 metros de profundidad y una temperatura es de 40º. En el sitio cuenta con vestidores y varios chorros de agua fría y caliente.[10]

### Actividades Festivas
En este cantón se realiza los rodeos montubios en los meses de octubre y noviembre , inclusive se realizan lidia de gallos.
- 15 de octubre El memorable acontecimiento histórico del 15 de octubre de 1820 se suscitó la Independencia de Naranjal, ya que se consideraba parte de la jurisdicción de Cuenca, el cual tuvo mayor relieve al Estado Libre de Guayaquil tan pronto de su Independencia.[11]

- 7 de Noviembre  En esta fecha se suscitó la Cantonización de Naranajal en el año 1960[12]

## Gastronomía
- Lomito de Cangrejo: Este es uno de los platos típicos en el cantón naranjal, el cual es parecido al lomito saltado, pero se le añade pulpa de cangrejo, papitas fritas y nabo

## Transporte
Sus vías de acceso están asfaltadas en buenas condiciones, las siguientes cooperativas tienen este destino: Rutas Orenses, CIFA,  PULLMAN, SAN y Cooperativa de Transporte 16 de Junio. El viaje dura una hora y veinte minutos desde Guayaquil.

## Economía
Naranjal es una zona agrícola. Se cultiva cacao, tabaco, caña de azúcar, arroz, café, banano y gran variedad de frutas. Es importante la existencia de maderas industriales. En las extensas zonas de pastizales se cría ganado vacuno y caballar. La crianza de chanchos y de aves de corral, es un reglón económico muy importante del cantón. En las montañas de Naranjal hay monos, tucanes, loros, guatusas y otros animales. De su comida se destacan los platos a base de cangrejo y las bebidas a base de cacao, caña, jugo y yogur.
El Cantón Naranjal es una tierra fértil, donde la agricultura constituye uno de los rubros más importantes en la economía, ya que posee una riqueza cultural y natural muy poco aprovechada para forjar el desarrollo socioeconómico de los habitantes a través del turismo. La producción agrícola y de pesca en el cantón Naranjal, puede ser utilizado como vía para el turismo de esta ciudad, pero se debe identificar la competencia potencial del cantón y crear estrategias que hagan de Naranjal una zona altamente atractiva y competitiva. Su producción también genera a personas oriundas o residentes de Naranjal empleos directos e indirectos según la afluencia de turistas. El comercio local es una de las actividades que genera muchas divisas, encontrándose un comercio dedicado a la compra y venta de los productos que provee de insumos necesarios para la actividad camaronera, agrícola y ganadera. Sin embargo, esta no es aprovechada.